# 臺東縣立體育場
22°45′05″N 121°08′41″E / 22.7512949°N 121.144593°E
臺東縣立體育場為位於臺灣臺東縣臺東市的運動休閒場地，由臺東縣政府管轄，場區包含臺東市桂林北路52巷120號的田徑場、體育館等，位於東海運動公園的羽球館、桌球館、戶外網球場，以及位於長沙街156號的溜冰場，另外位於南京路37號的游泳池則因計畫改建目前暫停開放。

## 沿革

### 體育場
臺東縣立體育場於1981年1月啟用田徑場，由臺東縣政府依據臺東縣政府組織自治條例第九條，規劃設置臺東縣立體育場組織，計有場長一名，以及幹事、佐理員等，並分設活動組與總務組等辦理體育場營運事宜。
1999年亞洲天后張惠妹是首位在臺東縣立體育場開個人大型售票演唱會歌手，湧入上萬名人潮。
2003年8月中旬臺東縣立體育場人工攀岩場動工興建，由行政院體育委員會（今教育部體育署）補助新臺幣338萬元與縣政府自籌款總計400多萬元興建。12月11日人工攀岩場竣工啟用，為臺東縣境內首座公立人工攀岩場，攀岩場高12公尺、寬4公尺，場址坐落在臺東縣立體育館與臺東舊站之間，另同時竣工啟用的還包含兼具直排輪、滑板功能的極限運動場。
縣立田徑場自竣工啟用以來，受限於臺東縣政府財政狀況始終無法推動大規模整修工作，年久失修情況下導致田徑場PU跑道老舊隆起且破損情況相當嚴重，直到2015年臺東縣政府爭取到2016年全國中等學校運動會在臺東縣立體育場舉辦，以及國立臺東大學爭取舉辦全國大專院校運動會等多項賽事，時任臺東縣縣長黃健庭藉此向教育部體育署爭取新臺幣1億2,500萬元補助整修縣內多座運動場館設施。
其中田徑場整修工程使用3,080萬元經費，將既有比賽跑道刨除，重新敷設AC與PU舖面以讓田徑場400公尺PU跑道能夠符合國際田徑總會（IAAF）認證，另外整修項目也包含跳遠場地、管陰井排水設施、中間草皮植草、入口門廳及看台座位區改善等作業。田徑場整修作業於2015年11月發包施工，期間田徑場暫停開放給一般民眾運動使用。
2016年4月田徑場整修工程竣工，由臺東縣政府體育處舉行竣工啟用典禮，惟基於驗收作業與接下來全中運與全大運比賽器材進場架設等作業，因此直到同年5月初田徑場才重新開放給一般民眾入場使用。
2017年11月臺東縣政府於臺東縣立體育場入口門廳左側的兒童遊憩設施興建臺東智慧綠能園區，設置8部互動式飛輪裝置，並在體育場建築外牆設置300吋大型LED螢幕，可讓體驗民眾藉由踩踏飛輪健身，實際感受節能減碳裝置的運動功能和觀看大型螢幕與互動裝置的結合，該計畫由縣政府向內政部建築研究所爭取補助本身自籌經費共計2,223萬施作。
2018年6月適逢2018年俄羅斯世界盃足球賽，臺東縣立體育場於6月24日架設大型LED螢幕，戶外轉播英格蘭國家足球隊與巴拿馬國家足球隊之賽事，為縣立體育場成立以來首次舉辦戶外轉播活動。

### 體育館
臺東縣立體育館由時任臺東縣縣長蔣聖愛任內推動，當時縣政府委託建築師張英雄設計規劃一座薄殼圓頂鋼筋混凝土結構體育館，為當時臺灣地區最早的圓頂式體育館設計。1983年5月3日動工興建，由基依營造股份有限公司得標施工，總工程費用新臺幣7千577萬元，1984年1月臺東縣立體育館完工啟用。

### 游泳池
1986年11月臺東縣立體育場於南京路臺東縣立文化局圖書館旁設立縣立游泳池，設有更衣室、淋浴間等基本設施，並於每年7至8月之間開放民眾購票進入使用。
臺東縣政府鑒於縣立游泳池啟用多年設備老舊，且因無室內游泳池等溫水設施，一年僅開放2~3個月供民眾使用，不符合經濟效益，加上一旁臺東縣立圖書館也已啟用30年之久，故2013年5月決定展開「臺東縣立游泳池及圖書館共構工程」。游泳池及圖書館共構工程總基地面積約7,445平方公尺，其中縣立游泳池部分，縣政府規劃將設置包括寬25公尺、長50公尺的戶外標準游泳池、寬20公尺、長25公尺的室內溫水暖身池、兒童戲水池、健身房、韻律教室、桌球室、羽球室及服務性空間等設施。總投資金額約新臺幣4億4,600萬元。
該計畫預定由縣政府自籌3億元與向中央政府爭取2億元補助來推動，卻因中央政府對於該案的細部意見與縣政府有不同看法，原定2015年底竣工啟用的新縣立游泳池及圖書館至今未有動靜。直到2018年3月行政院同意核撥補助，同意臺東縣政府推動游泳池及圖書館共構工程，總經費增加到5億零400萬元，預估工期約2年，在同年3月底開始招標，4月中辦理廠商評選。

### 棒球場
1988年12月10日臺東縣立體育場於臺東市更生北路綠色隧道口鄰近之臺東縣立南王國民小學校舍用地興建棒球場一座，而南王國小也因校舍用地改做棒球場之用，退縮到全壘打牆後方。1989年12月29日臺東縣立棒球場竣工啟用，為2006年5月臺東棒球村啟用前全縣唯一的標準棒球場，佔地約一萬平方公尺，設有6,000席座位。
臺東縣立棒球場啟用後曾舉辦過1996年3月8日至10日中華職棒熱身賽三場，1997年10月26日台灣大聯盟總冠軍賽第二戰，以及1998年台灣大聯盟的六場職棒例行賽。
受限於縣立棒球場設備不足，且座落位置差等因素，臺東縣政府於1999年5月動工興建臺東棒球村，幾經波折於2006年5月啟用，臺東縣棒球賽事重心轉移至棒球村，原有臺東縣立棒球場改名為縣立壘球場，專做為壘球及青少年棒球比賽使用。
2016年臺東縣立體育場計畫於省道臺9線新知本大橋下方利用該區域之閒置土地興建兩座簡易型棒壘球場，由曾智霖建築師事務所得標該案的設計與監造部分，並於2016年11月16日舉行動土典禮。然而該開發計畫卻因縣政府與當地原住民卑南族卡大地布部落在球場使用權上的爭議致使最終縣政府宣布停建。

### 溜冰場
1989年8月臺東縣立體育場於臺東市長沙街156號增設縣立溜冰場一座，場區劃分為戶外兒童遊樂及體健設施與溜冰、直排輪練習場地等。

### 東海運動公園
2005年9月東海運動公園竣工啟用，該地係為原臺東縣立東海國民中學校地，因部分用地與鄰近太平溪河川用地衝突，故於2003年6月28日完成遷校作業。原址經臺東縣政府重新整理，部分校舍留作運動場館設施之用，並規劃興建羽球館、紅土網球場，及桌球館等，由趙建銘建築師事務所承攬設計，竣工後由臺東縣立體育場管轄，再分別委由臺東縣羽球委員會、網球委員會等分別代管相關運動之場館。

## 場館設施

### 臺東縣立體育場
- 設施：田徑場、跳遠場、柔道館、舞蹈教室[21]。
- 觀眾席：2,500席[21]。

### 臺東縣立體育場游泳池（暫停開放）
- 設施：戶外游泳池[11]。
- 觀眾席：600席[11]。

### 臺東縣立體育場溜冰場
- 設施：戶外兒童遊憩設施、直排輪溜冰練習場。

### 臺東縣立體育場壘球場
- 設施：壘球場[14]。
- 觀眾席：6,000席

### 臺東縣立體育場棒球村
- 設施：棒球場兩座、沐浴間、室內牛棚、重量訓練室。
- 觀眾席：6,500席。

### 臺東縣立體育館
- 設施：室內羽球場、室內籃球場、舞蹈教室[22]。
- 觀眾席：3,200席[22]。

### 東海運動公園
- 設施：羽球館、桌球館、室外網球場[20]。
- 觀眾席：800席（羽球館）、800席（桌球館）[20]。

## 文娛演出
- 1999年7月17日，張惠妹《妹力99世界巡迴演唱會》

## 圖集

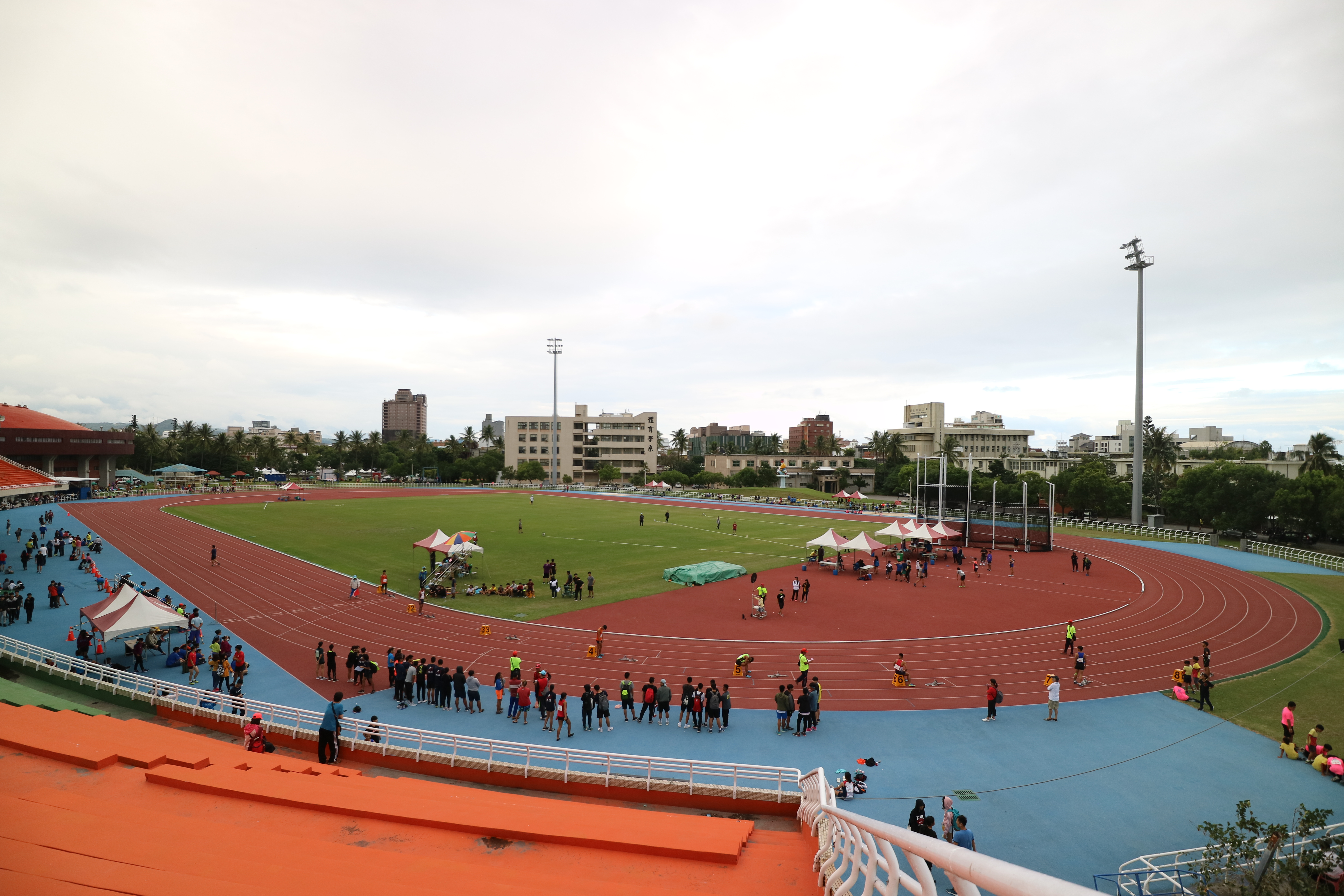
縣立體育場。
縣立體育館。
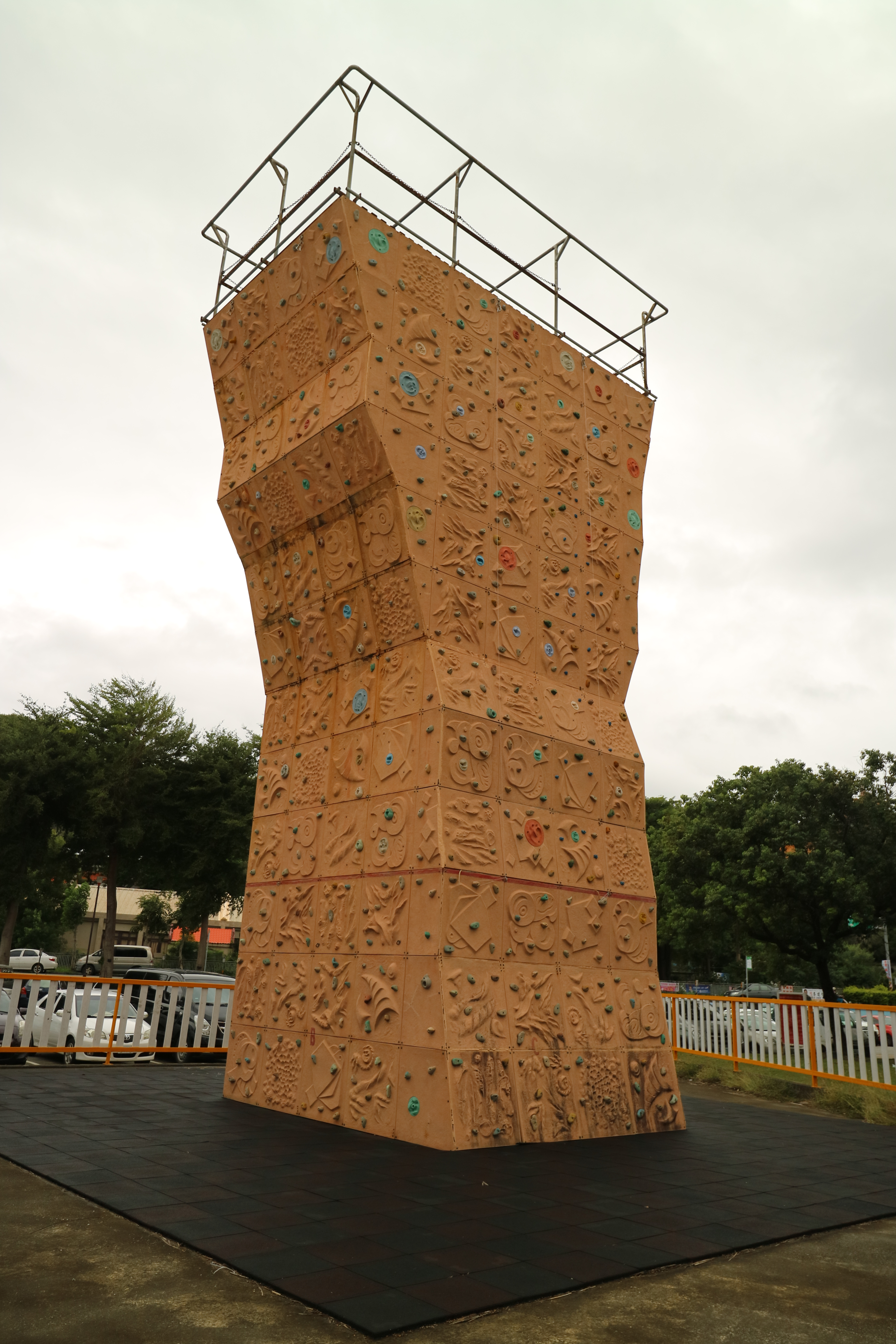
縣立人工攀岩場。
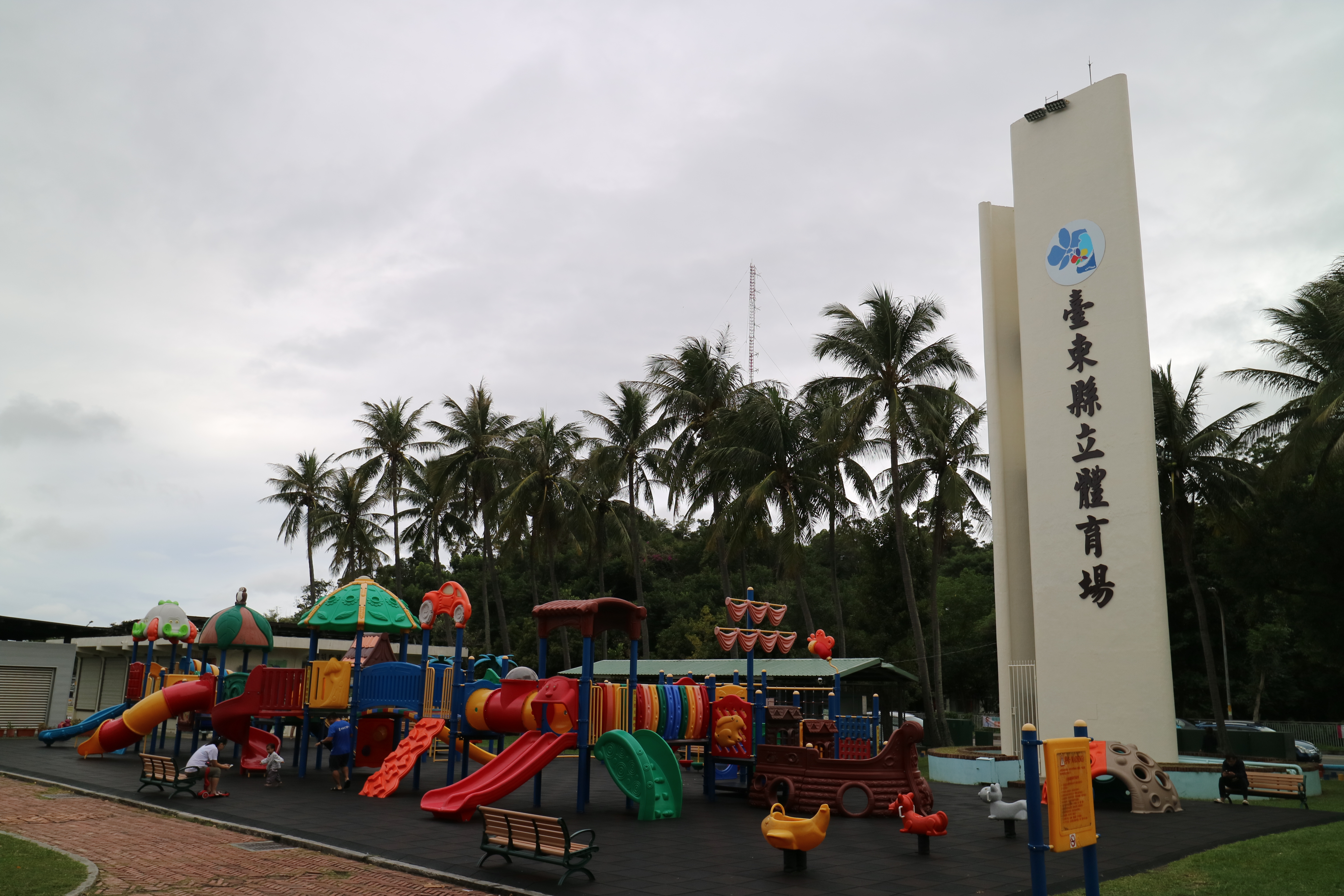
縣立體育場戶外兒童遊憩區。
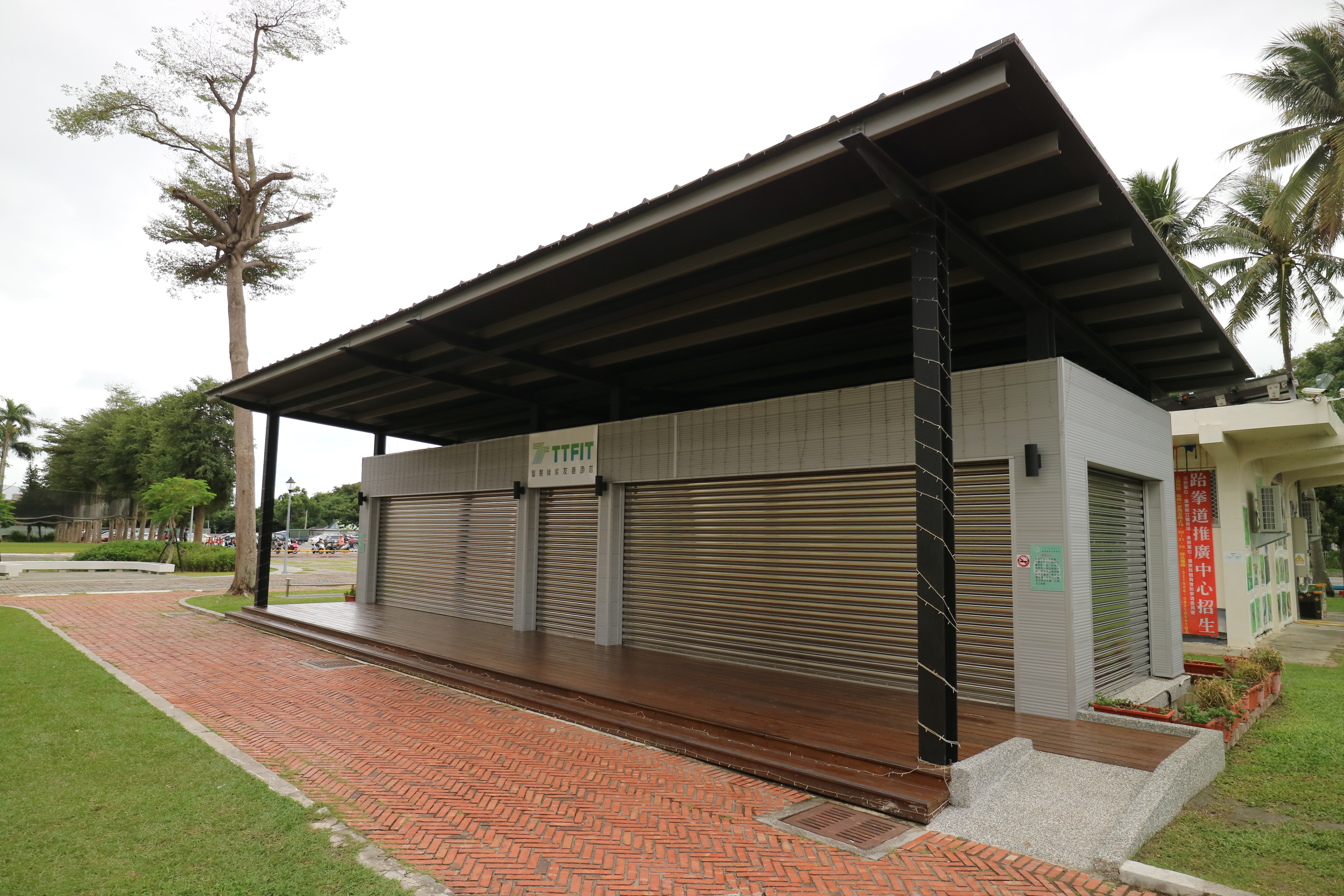
綠能智慧園區。
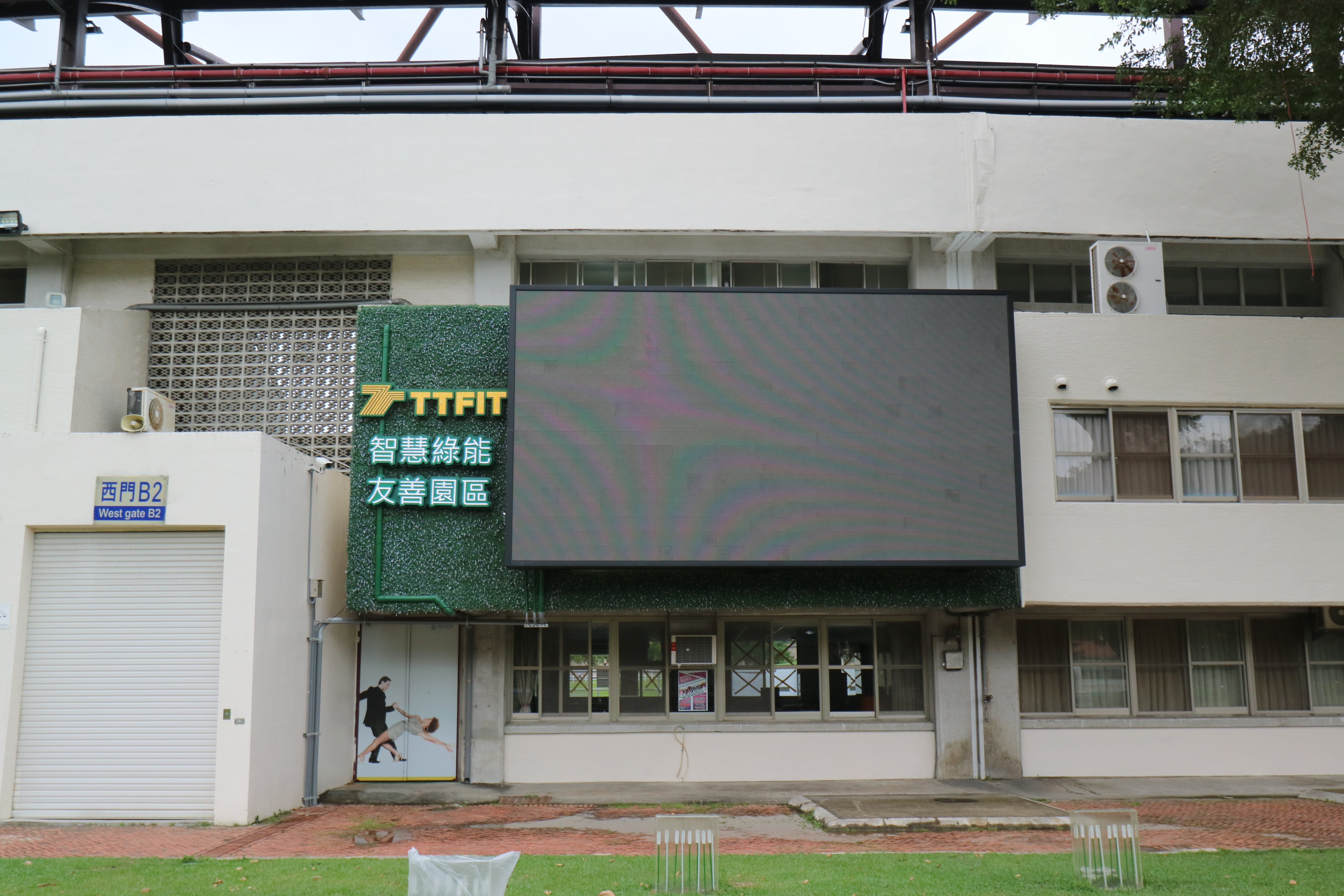
綠能智慧園區大螢幕。
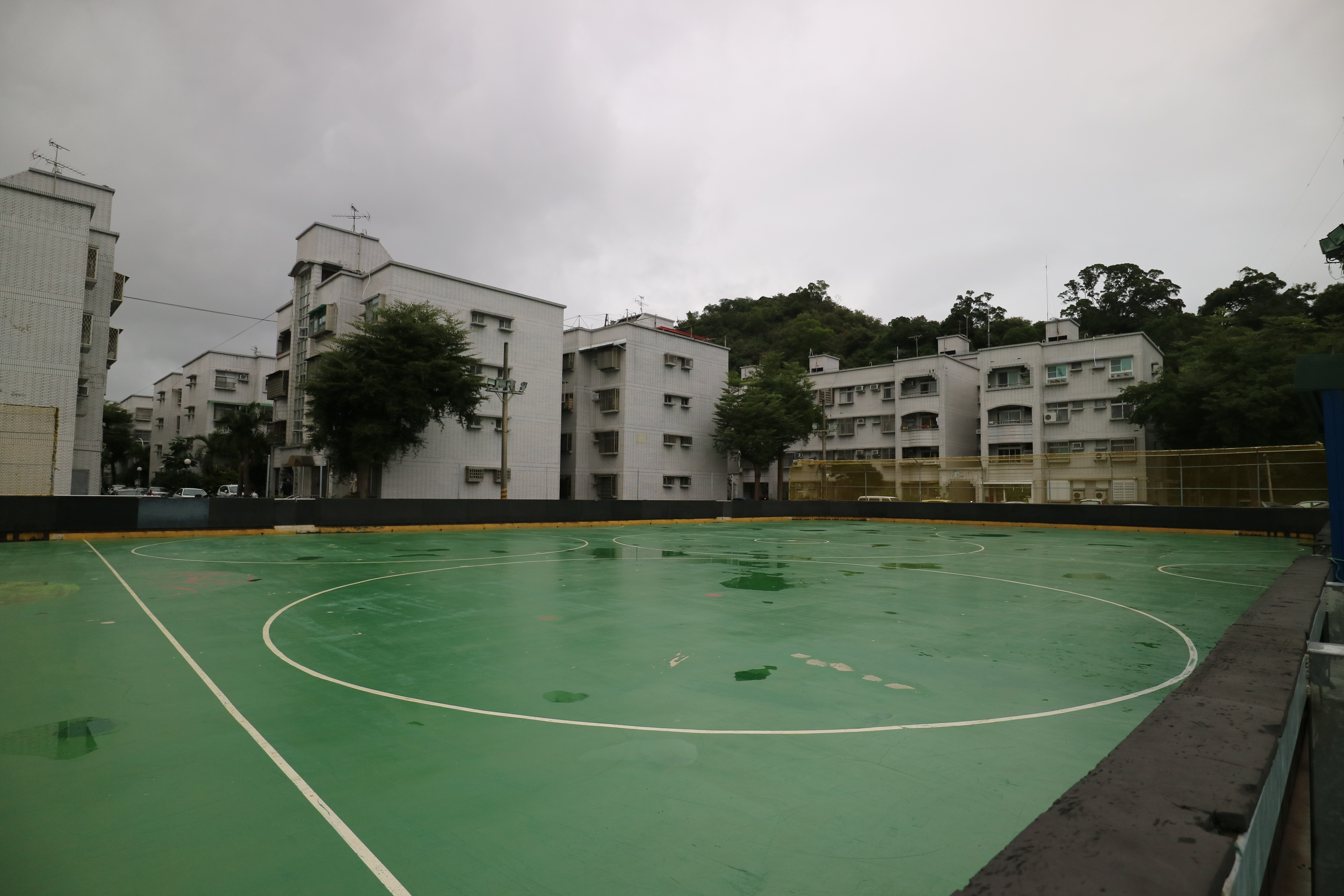
縣立溜冰場。
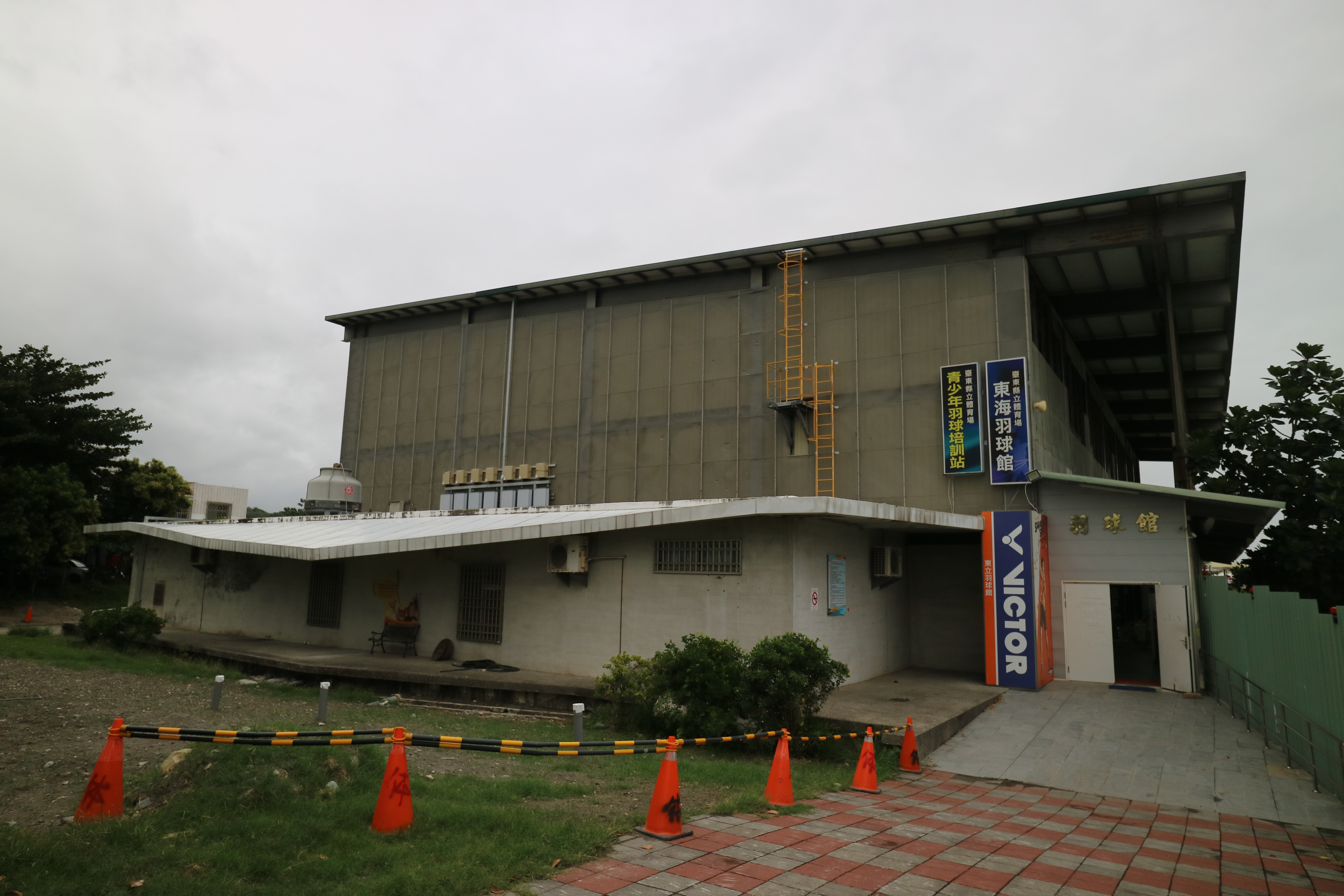
東海運動公園羽球館。
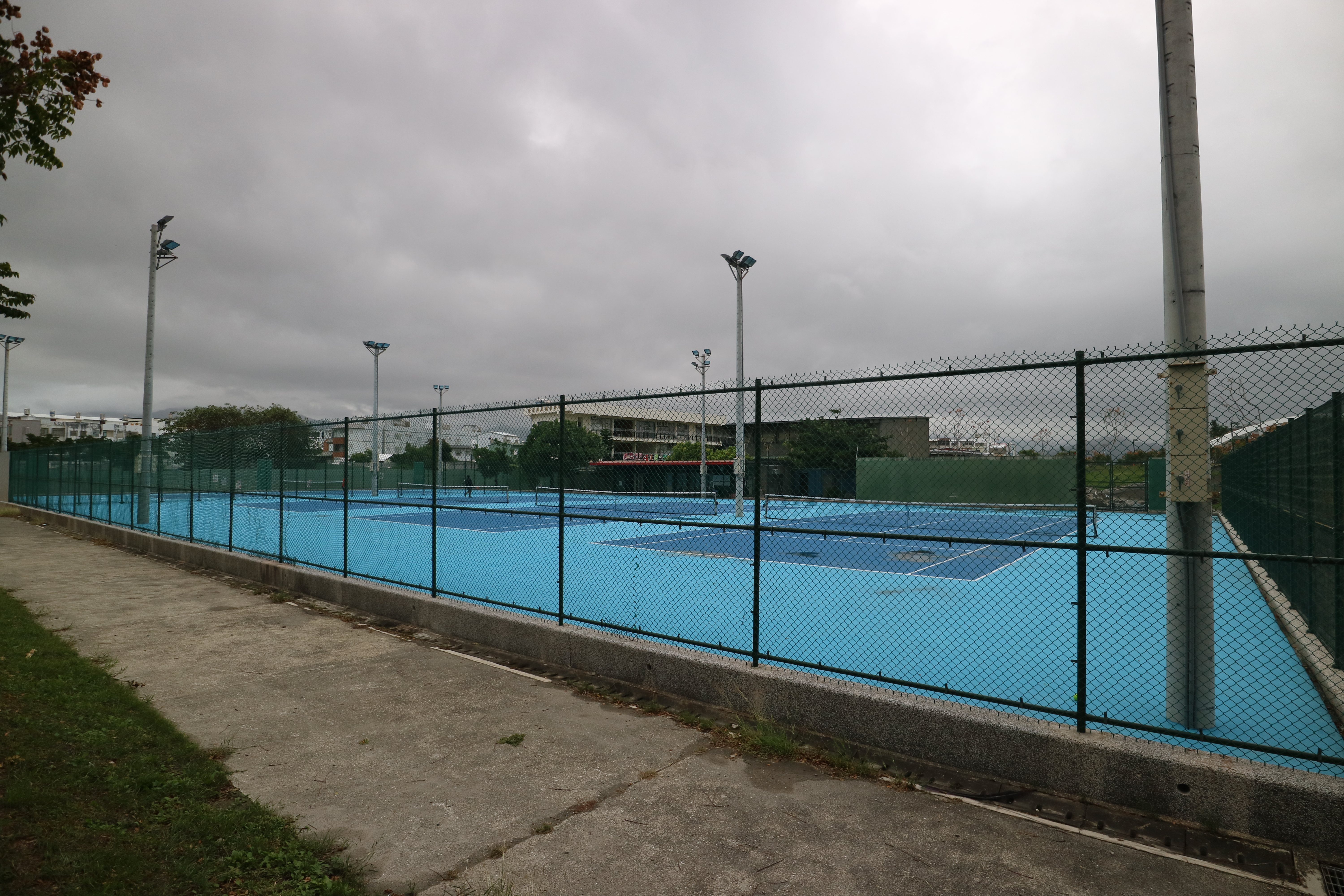
東海運動公園戶外網球場。
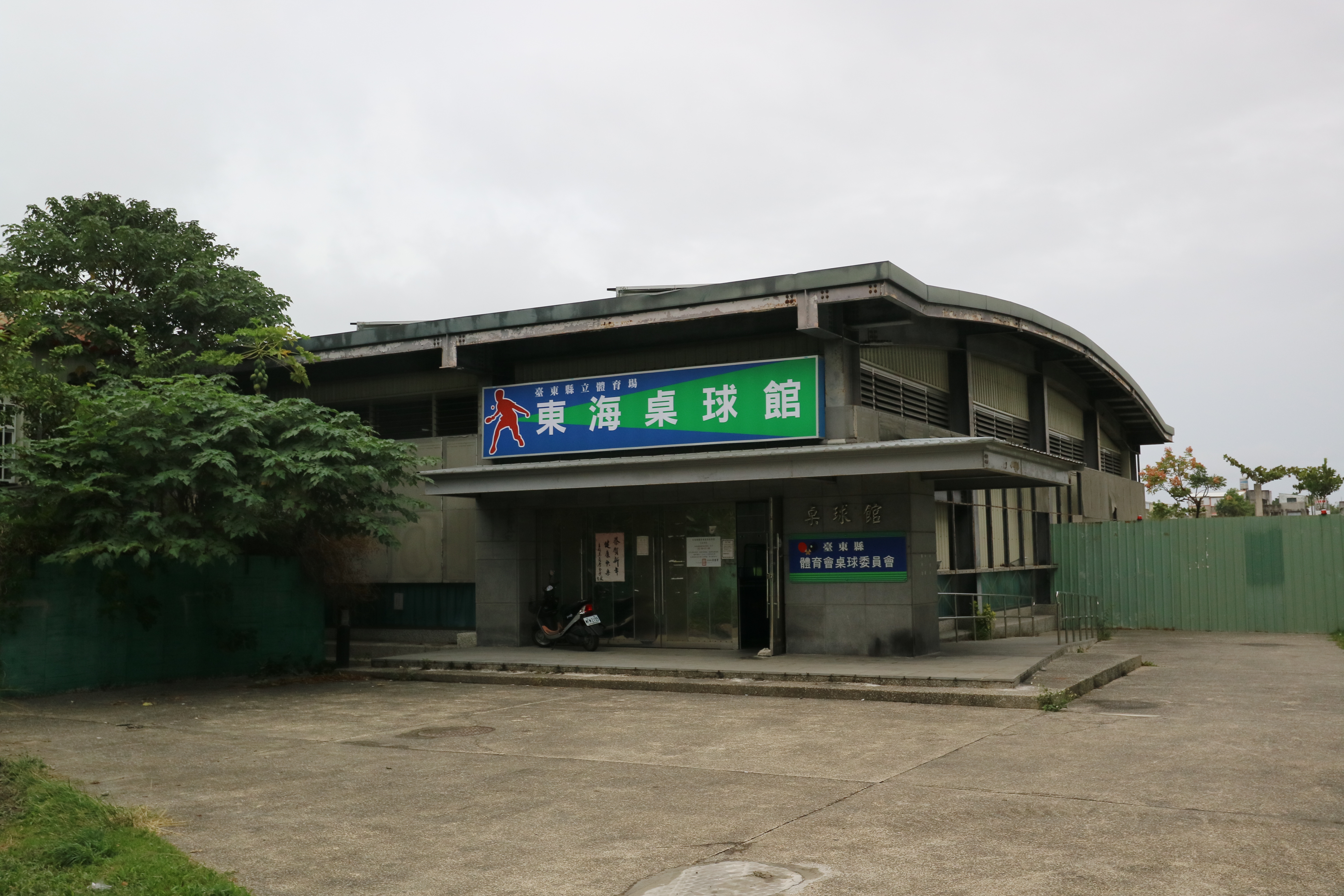
東海運動公園桌球館。
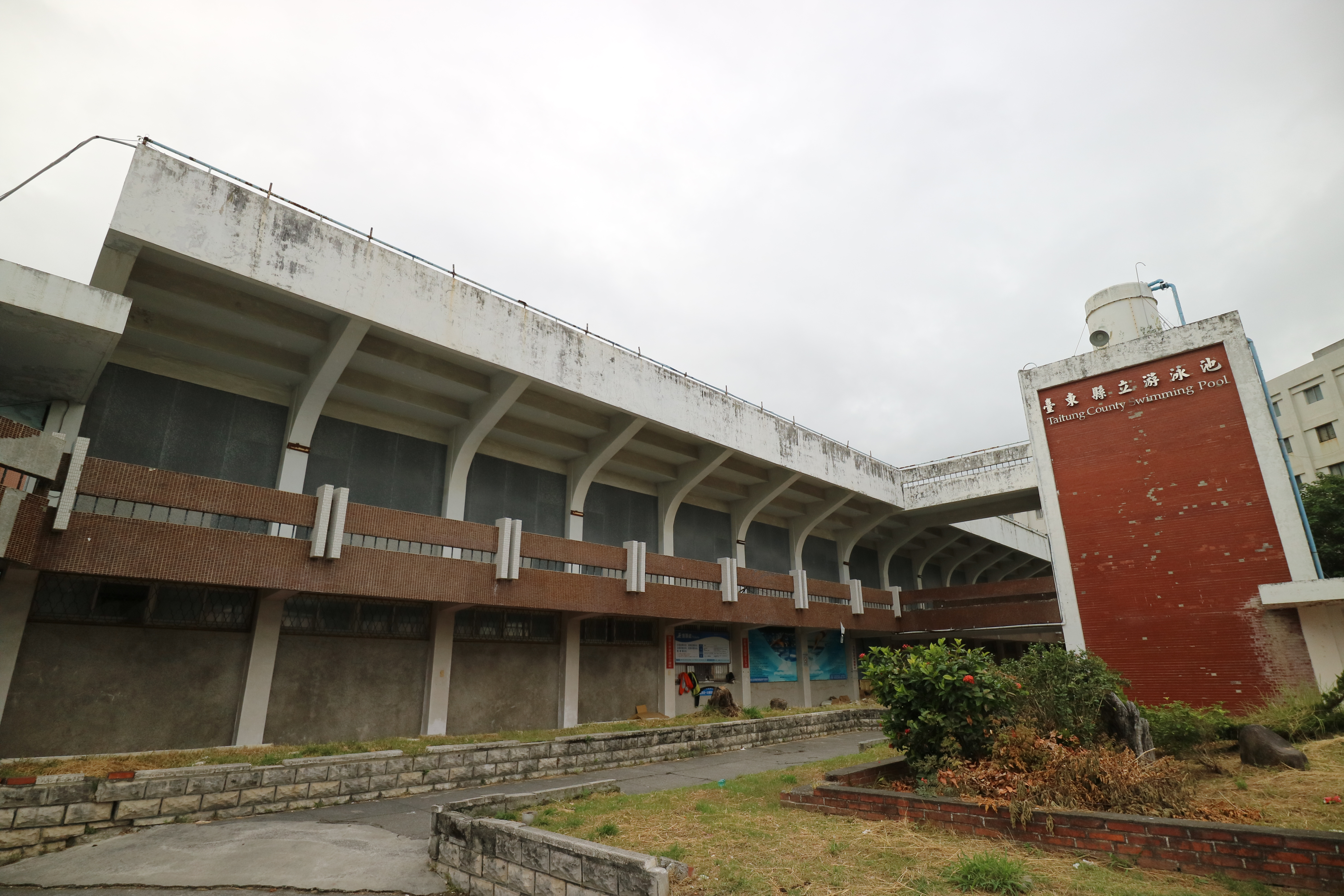
縣立游泳池，目前暫停開放使用。

## 資料來源
1. ↑  . 臺東縣政府台東觀光旅遊網. 2018-10-08  [2018-11-19]. （原始内容存档于2023-02-01） （中文（臺灣））.
2. ↑  . 植根法律網. 2006-02-14  [2018-11-19]. （原始内容存档于2020-11-29） （中文（臺灣））.
3. ↑  張惠妹妹力９９台東演唱會 （页面存档备份，存于）中華日報
4. ↑  . 台灣攀岩資料庫. 2003-12-12  [2018-11-19]. （原始内容存档于2019-08-27） （中文（臺灣））.
5. 1 2  . 中央社. 2015-11-11  [2018-11-19]. （原始内容存档于2018-07-06） （中文（臺灣））.
6. ↑  黃明堂. . 自由時報. 2016-04-06  [2018-11-19]. （原始内容存档于2016-06-09） （中文（臺灣））.
7. ↑  張存薇. . 自由時報. 2017-12-10  [2018-11-19]. （原始内容存档于2017-12-18） （中文（臺灣））.
8. ↑  王兆麟. . ETtoday 新聞. 2017-12-11  [2018-11-19]. （原始内容存档于2019-09-03） （中文（臺灣））.
9. ↑  龍芳. . 大紀元. 2017-12-11  [2018-11-19]. （原始内容存档于2019-12-01） （中文（臺灣））.
10. ↑  陳珮琦. . 聯合新聞網. 2018-06-23  [2018-11-19]. （原始内容存档于2020-12-01） （中文（臺灣））.
11. 1 2 3  . 教育部體育署.   [2018-11-19]. （原始内容存档于2018-11-19） （中文（臺灣））.
12. ↑  . 臺東縣政府. 2013-05-14  [2018-11-19]. （原始内容存档于2020-12-04） （中文（臺灣））.
13. ↑  張存薇. . 自由時報. 2018-03-09  [2018-11-19]. （原始内容存档于2018-04-11） （中文（臺灣））.
14. 1 2 3 4  . 教育部體育署.   [2018-11-19]. （原始内容存档于2020-11-26） （中文（臺灣））.
15. ↑  . 臺東縣政府人事處. 2016-11-15  [2018-11-19]. （原始内容存档于2020-12-04） （中文（臺灣））.
16. ↑  黃明堂. . 自由時報. 2017-03-22  [2018-11-19]. （原始内容存档于2017-04-20） （中文（臺灣））.
17. ↑  . 教育部體育署.   [2018-11-19]. （原始内容存档于2020-11-26） （中文（臺灣））.
18. ↑  . 臺東縣立東海國民中學.   [2018-11-19]. （原始内容存档于2014-04-29） （中文（臺灣））.
19. ↑  . 建築師雜誌社.   [2018-11-19]. （原始内容存档于2008-11-05） （中文（臺灣））.
20. 1 2 3  . 教育部體育署.   [2018-11-19]. （原始内容存档于2020-11-26） （中文（臺灣））.
21. 1 2  . 教育部體育署.   [2018-11-19]. （原始内容存档于2020-11-26） （中文（臺灣））.
22. 1 2  . 教育部體育署.   [2018-11-19]. （原始内容存档于2020-11-26） （中文（臺灣））.